# Іванів (Самбірський район)
Іва́нів —  село в Україні, у Самбірському районі Львівської області. Населення становить 121 особа. Орган місцевого самоврядування — Хирівська міська рада.